# Liste der Naturschutzgebiete im Landkreis Cochem-Zell
Die Liste der Naturschutzgebiete im Landkreis Cochem-Zell enthält alle Naturschutzgebiete im rheinland-pfälzischen Landkreis Cochem-Zell.
| Name                              | Bild | Kennung               | Einzelheiten | Position | Fläche Hektar | Datum         |
| --------------------------------- | ---- | --------------------- | --- | -------- | ------------- | ------------- |
| Ulmener Maar                      |      | 7135-001 WDPA: 82746  | | ⊙        | 16,67         | 3. Juni 1940  |
| Insel Taubengrün                  |      | 7135-002 WDPA: 82000  | Insel und Moselvorgelände, sowie Wasser- und Sumpfflächen; Brut- und Rastgebiet bedrohter Vogelarten                                                                                                 | ⊙        | 35            | 26. Sep. 1977 |
| Treiser Schock                    | BW   | 7135-003 WDPA: 82734  | | ⊙        | 5,5           | 1941          |
| Dortebachtal                      |      | 7135-004 WDPA: 81546  | | ⊙        | 35            | 1930          |
| Feuchtwiese beim Schafstaller Hof | BW   | 7135-005 WDPA: 163072 | | ⊙        | 3,7           | 1985          |
| Müllenbachtal/Kaulenbachtal       | BW   | 7135-013 WDPA: 164730 | | ⊙        | 165           | 1988          |
| Ediger Laach                      |      | 7135-014 WDPA: 162844 | | ⊙        | 16            | 1987          |
| Brauselay                         |      | 7135-022 WDPA: 81452  | | ⊙        | 13,32         | 1941          |
| Falkenlay                         |      | 7135-037 WDPA: 81640  | Unterschutzstellung der Felsenkuppe Falkenlay 1954 mit Flora und Fauna auf vulkanischen Tuff- und Eruptionssedimenten sowie Basaltgestein; Höhlen mit Steinzeitfunden an der Hangkante zum Üßbachtal | ⊙        | 9             | 1954          |
| Jungferweiher                     |      | 7135-046 WDPA: 82019  | | ⊙        | 27            | 1978          |
| Kiesgrube am Mühlenstein          | BW   | 7135-045 WDPA: 164073 | | ⊙        | 5,1           | 1994          |
| Pommerheld                        | BW   | 7135-049 WDPA: 82340  | | ⊙        | 243           | 1980          |
| Wacholderheide Nassenberg         | BW   | 7135-174 WDPA: 82846  | | ⊙        | 7,2           | 1950          |
| Legende für Naturschutzgebiet     |      |                       | |          |               |               |